# Svartsjön (Långareds socken, Västergötland)
Svartsjön är en sjö i Alingsås kommun i Västergötland och ingår i Göta älvs huvudavrinningsområde.